# Marčići
Marčići (en serbe cyrillique : Марчићи) est un village de Bosnie-Herzégovine. Il est situé dans la municipalité de Zvornik, République serbe de Bosnie. Au recensement de 1991, il comptait 197 habitants, tous Musulmans (Bosniaques).